# Knut Helle
Knut Helle (Larvik, 19 de diciembre de 1930 – Bergen, 27 de junio de 2015) fue un historiador noruego. Entre 1973 y 2000 fue profesor de la Universidad de Bergen, cuya especialidad era la historia de la Baja Edad Media en Noruega. Ha contribuido en numerosas e importantes obras historiográficas.

## Primeros años, educación y matrimonio
Knut Helle nació en 1930, en la ciudad de Larvik, siendo hijo del inspector de escuela Hermann Olai Helle (1893–1973) y de la profesora Berta Marie Malm (1906–1991). Fue el hermano mayor del político liberal Ingvar Lars Helle. La familia se mudó hacia Hetland cuándo Knut Helle tenía diecisiete años.
Realizó su examen artium en Stavanger en 1949, y en 1952, recibió la educación de un docente Kristiansand. Estudió filología en Oslo y Bergen, y se graduó bajo el título de cand.philol. en 1957. Su artículo Omkring Bǫglungasǫgur, sobre las Sagas de Bagler, fue impreso en 1959. En diciembre de 1957,  contrajo matrimonio con Karen Blauuw, quién más tarde se convertiría en profesora. Sin embargo, el matrimonio se divorció en 1985. En octubre de 1987, Helle  se casó de con la deirectora de museo y profesora de arqueología medieval Ingvild Øye. La pareja residió en Bergen.

## Carrera
Entre 1958 y 1963, Helle fue miembro investigador en la Universidad de Bergen, cuyo último año lo realizó en la Universidad de Oxford. En 1963, fue contratado como conferencista en la Universidad de Bergen, y en 1973, fue promovido como profesor. Se especializó en la historia de Noruega durante la Baja Edad Media, y su primera obra de importancia fue Norge blir en stat 1130–1319, publicado en 1964, el cual abordaba la historia general de Noruega durante el período 1130-1319. Su principal obra fue Konge og gode menn i norsk riksstyring ca. 1150–1319, publicado en 1972. En historiografía, se hizo célebre por llegar a diferentes conclusiones a las que hicieron connotado historiadores de la década de 1930, como Edvard Bull, Sr. y Andreas Holmsen.
Helle también se hizo célebre por su colaboración en obras historiográficas de gran envergadura. En 1982  publicó Kongssete og kjøpstad. Fra opphavet til 1536, el primer volumen de Bergen bys historie, el cual relataba la historia de Bergen. Estuvo involucrado en la labor editorial tanto de Aschehougs verdenshistorie y Aschehougs norgeshistorie, obras de historia nacional y universal desde la casa editorial Aschehoug. En la saga anteriormente mencionada publicó cinco volúmenes—Nomadefolk og høykultur 1000-1300— en 1984, y en última saga publicó tres volúmenes—Under kirke og kongemakt 1130–1350— en 1995. También fue miembro del comité editorial de Oslo bys historie y Norsk utviklingshjelps historie, y encabezó el comité editorial del Norsk biografisk leksikon, el cual fue publicado bajo diez volúmenes entre 1999 y 2005. En 2006 Helle publicó Norsk byhistorie: urbanisering gjennom 1300 år junto con Finn-Einar Eliassen, Jan Eivind Myhre y Ola Svein Stugu.
Helle fue el vice-decano de la Facultad de Humanidades en la Universidad de Bergen entre 1978 y 1980, y Presidente del Consejo de Administración del Instituto Chr, Michelsen entre 1992 y 2001. Es miembro  de la Academia Noruega de Ciencia y Letras y de la Sociedad Real Noruega de Ciencias y Letras. Se retiró de la docencia en 2000. Entre 1975 y 1984  presidió la Asociación Histórica Noruega.